# نوس
نوس (انگلیسی: Nous; British: ‎/ˈnaʊs/‎; US: ‎/ˈnuːs/‎) که گاهی اوقات برابر عقل (به انگلیسی: Intellect) یا هوش (به انگلیسی: Intelligence) گذارده می‌شود، اصطلاحی فلسفی برای قوه ذهن انسان است که در فلسفه کلاسیک به عنوان لزومی برای فهمیدن اینکه چه چیزی درست یا اشتباه است، شرح داده شده‌است. همچنین نوس در معنا مشابه شهود می‌باشد.
گوش سوم به موازات چشم سوم در رشد و تکامل عناصر ماورایی از جسم فیزیکی و شیمیایی در کمال و سفر در زمان در دنیای موازی راه سوم هست
عقل کلی نه ذهن است و نه عقل جزئی (عقل جزئی خود انعکاس عقل کلی در مرتبه انسانی است) بلکه ریشه و مرکز شعور آن چیزی است که عقل کلی یا روح کلی spiritus یا نوس nous است.

## پی‌نوشت‌ها
1. ↑  The Shorter Oxford English Dictionary on Historical Principles (3 ed.), Oxford University Press, 1973, p. 1417
2. ↑  نک: سید حسین نصر معرفت و امر قدسی، ترجمه فرزاد حاجی میرزائی – تهران: نشر و پژوهش فرزان روز 1383- ص ۱۲۴